# Wasted Time (canção de Skid Row)
"Wasted Time" é uma canção do Skid Row, sendo o terceiro single de seu segundo álbum, Slave to the Grind. A canção foi lançada em 1991 e escrita pelos companheiros de banda Sebastian Bach, Rachel Bolan e Dave "The Snake" Sabo. O vocalista Sebastian Bach disse que a canção foi escrita sobre Steven Adler, o baterista original da banda de hard rock Guns N' Roses.
A canção alcançou o 88º lugar na Billboard Hot 100, a 30ª posição na Mainstream Rock Tracks e a 20ª colocação no UK Singles Chart.

## Faixas
| N.º | Título                                           | Duração |  |
| 1.  | "Wasted Time" (Bach, Bolan, Sabo)                | 5:49    |  |
| 2.  | "Psycho Love" (Bolan)                            | 3:57    |  |
| 3.  | "Get the Fuck Out (ao vivo)" (Bach, Bolan, Sabo) | 2:43    |  |
| 4.  | "Holidays in the Sun" (cover do Sex Pistols)     |         |  |

## Créditos
- Sebastian Bach – voz
- Dave "The Snake" Sabo – guitarra
- Scotti Hill – guitarra
- Rachel Bolan – baixo
- Rob Affuso – bateria